# Зерен (село)
Зерен — село в Газимуро-Заводском районе Забайкальского края России. Административный центр сельского поселения «Зеренское».

## География
Село находится в восточной части района, на левом берегу реки Урюмкан, вблизи места впадения в неё реки Зерен, на расстоянии примерно 95 км (по прямой) к северо-востоку от села Газимурский Завод, административного центра района. Абсолютная высота — 571 м над уровнем моря.
Климат
Климат характеризуется как резко континентальный с продолжительной морозной зимой и тёплым летом. Средняя температура воздуха самого холодного месяца (января) составляет −25 — −28 °C; средняя температура самого тёплого месяца (июля) — 16 — 18 °C. Среднегодовое количество атмосферных осадков составляет 300—350 мм. Снежный покров держится в среднем в течение 140—180 дней в году
Часовой пояс
Село Зерен, как и весь Забайкальский край, находится в часовой зоне МСК+6. Смещение применяемого времени относительно UTC составляет +9:00.

## История
Основано в начале XVIII века. По состоянию на 1851 год находилось в составе станицы Богдатская Забайкальского казачьего войска. В ходе коллективизации 1930 году образован колхоз имени В. М. Молотова. С 1961 года в селе функционировало отделение совхоза «Ушмунский».

## Население
| 1989 | 2002 | 2010 | 2021 |
| ---- | ---- | ---- | ---- |
| 304  | ↘249 | ↘227 | ↘226 |

Половой состав
По данным Всероссийской переписи населения 2010 года, в гендерной структуре населения мужчины составляли 48,9 %, женщины — соответственно 51,1 %.
Национальный состав
Согласно результатам переписи 2002 года, в национальной структуре населения русские составляли 99 % из 249 чел.

## Улицы
| - ул. Береговая, - ул. Журавлёва, - ул. Зиловая, | - ул. Новая, - ул. Центральная, - ул. Школьная. |

## Инфраструктура
В селе функционируют основная общеобразовательная школа, детский сад, дом культуры, библиотека и фельдшерско-акушерский пункт.